# Chama macerophylla
Chama macerophylla är en musselart som beskrevs av Gmelin 1791. Chama macerophylla ingår i släktet Chama och familjen Chamidae. Inga underarter finns listade i Catalogue of Life.
Chama macerophylla var. sulphurea

Höger och vänster klaff av samma exemplar:

Höger klaff
Vänster klaff